# 交響曲第1番 (芥川也寸志)
交響曲第1番（イタリア語: Prima sinfonia）は、芥川也寸志が1954年に完成・初演した作品。翌1955年に改訂された。演奏時間は約28分。

## 作曲の経緯
1953年に團伊玖磨、黛敏郎と結成した作曲家グループ「三人の会」の第1回演奏会（1954年1月26日）で発表するため作曲された。当初、作品名は「交響曲（シンフォニア）」であり、現在の第2楽章を欠いた3楽章から成っていた。翌年、第2楽章（1955年6月23日開催の「三人の会」第2回演奏会のために作曲された『ディベルティメント』終楽章を転用）を追加し全4楽章に改めると共に、残りの楽章にも手を入れて決定版としている。この時、作品名も「交響曲第1番」としたが、その後、『エローラ交響曲』など「交響曲」と銘打った作品は書かれたものの、番号付きの交響曲は遂に書かれなかった。
全曲を通じて、作曲者が傾倒していたショスタコーヴィチ、プロコフィエフ（特に『交響曲第5番』）などのソ連音楽の影響が感じられる（芥川本人もそのように語っていた）。それと共に、それまでの作風と違いこの曲が全体的に半音階進行の多用などにより重苦しい雰囲気になっているのには、作曲当時の世相を反映しているからであり、当初曲のタイトルも「交響的嘆歌」としたという芥川自身の発言が残っている。なお、1954年の初演後、作曲者は東欧経由で当時まだ日本と国交のなかったソ連へ入国し、ショスタコーヴィチ、カバレフスキー、ハチャトゥリアンといった主要作曲家と交流している。
初演は3楽章版が1954年1月26日、日比谷公会堂で開催された三人の会第1回演奏会にて作曲者指揮東京交響楽団により行われた後、4楽章版が1955年12月8日、日比谷公会堂で開催された東京交響楽団第74回定期演奏会にて上田仁指揮東京交響楽団で演奏された。

## 編成
ピッコロ、フルート2、オーボエ2、コーラングレ、クラリネット2、バスクラリネット、ファゴット2、コントラファゴット、ホルン6、トランペット3、トロンボーン3、チューバ、ティンパニ、シロフォン、タムタム、スネアドラム、シンバル、バスドラム、ハープ、弦五部

## 構成
第1楽章 Andante
ソナタ形式。クラリネットの奏する重苦しいメロディで開始され、徐々に楽器を増やしていく。やがて特徴のあるリズム動機が登場しクライマックスを築く（このリズム動機は全曲を通じて何度も登場する）。一旦静かになるとフルート、オーボエに第2主題が登場、導入部と同様に全合奏に発展する。再度、導入時のメロディがクラリネットで奏された後、弦楽器のトレモロで新しいメロディが登場し、様々な楽句と組み合わされて展開する。再現部は第2主題よりはじまり、次いで第1主題、リズム動機が強奏で現れ、波が引くように曲を終える。
第2楽章 Allegro
改訂時に追加された短いスケルツォ楽章。細かなとりとめのない楽句が続いた後、弦楽器に舞曲風な主題が登場、更に無窮動風の強烈なリズムパターンが登場し高揚する。クライマックスを築いた後、最後はあっさりと終わる。
第3楽章 Adagio
「コラール」と題された緩やかな楽章。終始、重苦しい陰鬱な雰囲気のまま推移する。中間部に入ると第1楽章のリズム動機も登場する。
第4楽章 Allegro molto
行進曲風のきびきびとした主題が登場、楽器を替え、変形を繰り返しながら進んでいく。中間部ではホルン、トロンボーンが咆哮、緊張感が増した後、第1楽章のリズム動機が静かに登場する。再び元のように展開が始まり、もう一度、第1楽章のリズム動機を奏した後、ティンパニの連打から速度を増して熱狂的に終わる。プロコフィエフの第5交響曲第2楽章との関連性が指摘されることがある。

## 主要録音
| 録音年 | 指揮者     | オーケストラ                           | レーベル                    |
| ------ | ---------- | -------------------------------------- | --------------------------- |
| 1963   | 芥川也寸志 | 東京交響楽団                           | 東芝EMI                     |
| 1986   | 芥川也寸志 | 新交響楽団                             | フォンテック                |
| 1986   | 森正       | 東京フィルハーモニー交響楽団           | NHK（未発売・スタジオ録音） |
| 1999   | 飯守泰次郎 | 新交響楽団                             | フォンテック                |
| 2012   | 鈴木秀美   | オーケストラ・ニッポニカ               | オクタヴィアレコード        |
| 2019   | 藤岡幸夫   | 東京シティ・フィルハーモニック管弦楽団 | スリーシェルズ              |